# Murchad mac Diarmata
Murchad mac Diarmata (m. 1070) fue un monarca irlandés del reino de Leinster y Dublín, pertenecía a la dinastía Uí Cheinnselaig y heredero de Diarmait mac Maíl na mBó (m. 1072). Le sucedieron como reyes de Leinster su hijo Domnall mac Murchada (m. 1075), su hermano Enna (m. 1092) y el hijo de Enna, Diarmait (m. 1098). 
El origen de los nombres para las familias Mac Murchadha (MacMurrough) y MacMurrough-Kavanagh procede de Murchad. Su nieto Dermot MacMurrough fue rey de Leinster (1126–1171), conocido como el hombre que propició la llegada de los cambro-normandos a Irlanda y el traidor más notorio de la historia de Irlanda.